# Compagnonnage anarchiste
Pour les articles homonymes, voir Compagnonnage et Culture associée.

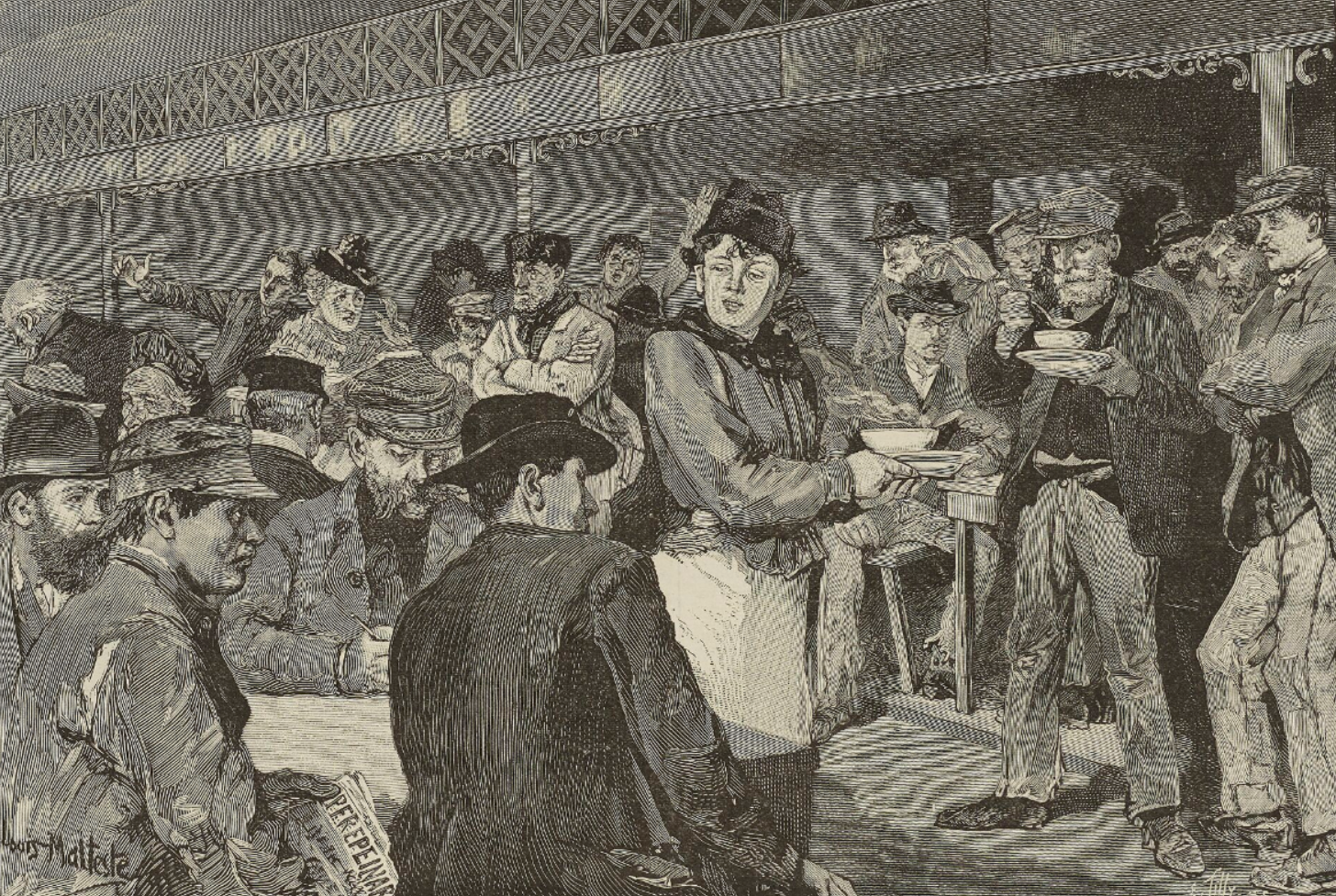
Soupes-conférences, peu avant Noël 1892, L'Illustration (24 décembre 1892)

Le compagnonnage anarchiste est le système de relations présent au sein du mouvement anarchiste en Europe occidentale à la fin du XIXe siècle, c'est-à-dire l'ensemble des réseaux formels et informels anarchistes guidés par des valeurs communes comme l'hospitalité et l'aide financière ou pratique envers les autres compagnons. Ces réseaux s'engagent aussi dans le soutien des luttes sociales européennes de la période - même non anarchistes.
Ce réseau transnational qui n'a pas réellement de centre névralgique ou d'autorité centrale permet aux anarchistes de la période de se rencontrer, se concerter et mener des actions communes, tout en leur donnant une mobilité importante en Europe. Les compagnons partagent une série d'éléments structurants qui les unissent, des valeurs communes, un attachement commun au combat anarchiste et un imaginaire collectif, fondé en particulier sur la presse et les chansons anarchistes de la période.
Les autorités peinent à contrôler ce réseau mouvant et décentralisé, né d'une réponse à la répression étatique en Europe, Elles le présentent comme issu d'une vaste conspiration anarchiste internationale, une interprétation qui ne correspond pas à la réalité du compagnonnage. Les tentatives de le réprimer se heurtent à son caractère flou et échouent généralement.
Après l'Ère des attentats (1892-1894) et la distinction croissante entre anarchistes individualistes et anarcho-communistes, les anarchistes évoluent vers d'autres voies d'action et de coordination, en particulier à travers l'anarcho-syndicalisme. Bien que le compagnonnage disparaisse, certains anarchistes continuent d'utiliser le terme pour se désigner, ce qui en fait un pendant de camarade pour les communistes.

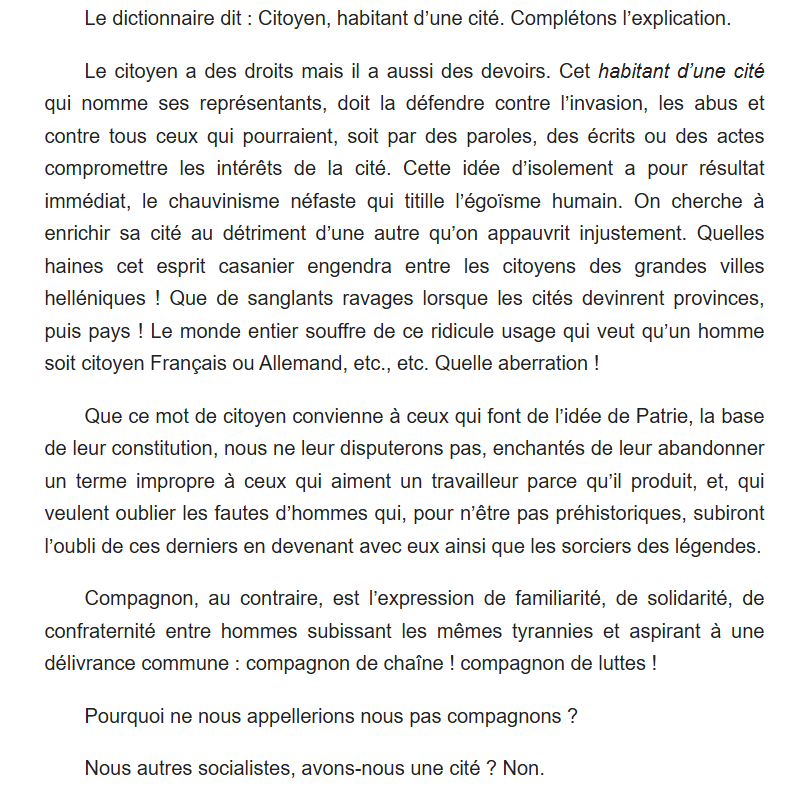
Partie de l'article Citoyen ou Compagnon ? dans La Révolution Cosmopolite (1887)

## Terminologie
Le terme de compagnon signifie littéralement « la personne qui partage son pain avec ». Le terme remplace « citoyen » chez les anarchistes au début des années 1880 pour plusieurs raisons théoriques, dont une partie sont relevées par le journal boulangiste La Cocarde en 1888 :

« Deux mots sur cette épithète de compagnon qui sert aux anarchistes à se désigner entre eux. Citoyen était le mot républicain, j'allais dire révolutionnaire : mais citoyen impliquait un droit de cité (civitas, civis), un contrat consenti avec un pouvoir directeur : citoyen ne convenait qu'à des esclaves – au point de vue anarchiste. Il fallait trouver autre chose. On créa le terme compagnon, qui, de fait, n'engage à rien. »

## Compagnonnage anarchiste

### Typologie du compagnonnage

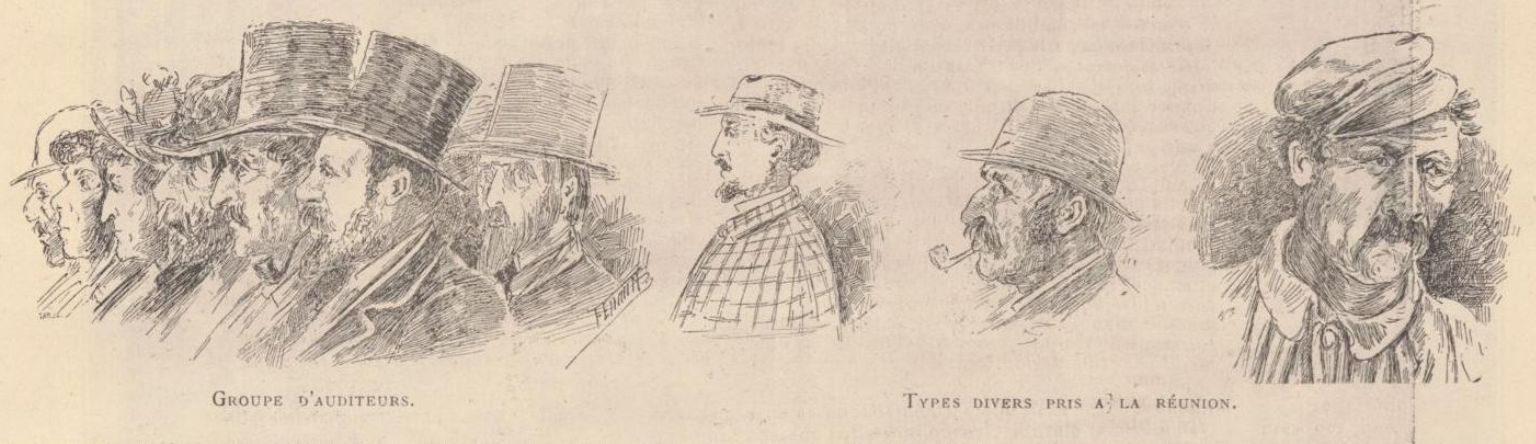
'Types d'anarchistes' dans Le Monde illustré (9 avril 1892)

À cette période, les compagnons sont généralement des hommes, bien que des femmes puissent aussi en faire partie. Contrairement à l'opinion défendue dans l'ancienne historiographie du mouvement, les compagnons ne sont pas nécessairement de jeunes hommes célibataires. Ainsi, dans le département du Nord, on trouve alors parmi les compagnons qui sont des hommes, 67% entre 20 et 35 ans, 27,7% qui ont plus de 35 ans et seulement 4,8% de moins de 20 ans, ce qui transmet plutôt l'image d'un mouvement dont les militants sont dans la force de l'âge. Dans les rapports de police concernant les compagnons, on trouve par ailleurs un nombre relativement équivalent de mariés et de célibataires, sans prendre en compte les unions libres ou le concubinage qui existent aussi.

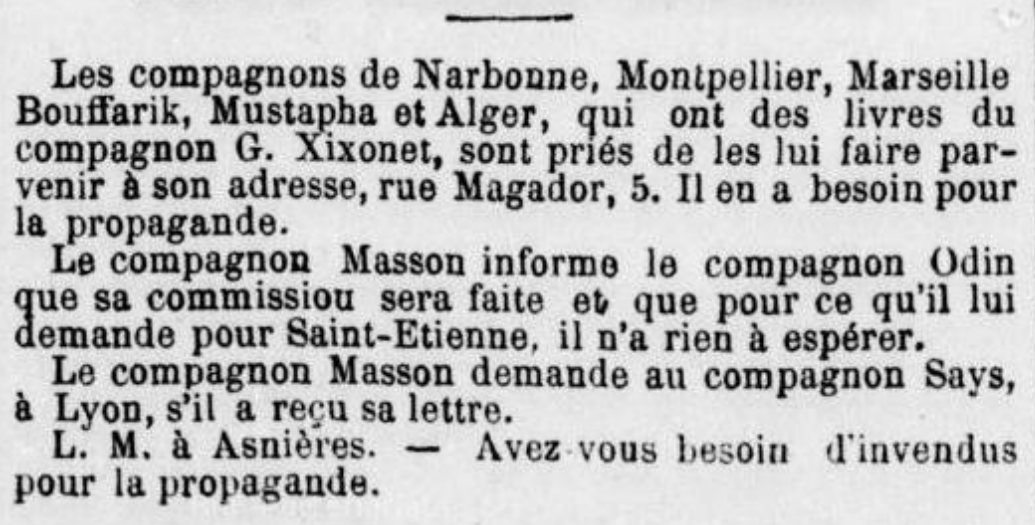
Coordination de compagnons anarchistes dans Le Révolté (25 janvier 1890)

En France, un certain nombre d'entre eux sont étrangers, principalement Italiens, Russes, Polonais, Belges, Espagnols ou Anglais, mais les sources à leur sujet sont compliquées à aborder étant donné qu'ils font partie de milieux très difficiles à intégrer par les autorités françaises et il est donc dur de préciser. Au niveau socio-économique, on trouve une prédominance de compagnons liés à des métiers manuels, mais tous sont loin d'être des artisans. De plus, les compagnons peuvent avoir des métiers très différents en fonction des lieux et être donc assez hétéroclites, là où dans une ville on peut trouver une majorité d'artisans, dans une autre on peut avoir des ouvriers, etc.

### Généralités et pratiques
Le terme de compagnon donne son nom au compagnonnage anarchiste, qui structure le mouvement anarchiste en Europe occidentale à la fin du XIXe siècle. Ce réseau, composé d'un ensemble d'anarchistes s'autodéfinissant comme compagnons ou compagnonnes, ne possède pas réellement de centre névralgique. Cependant, contrairement à ce qu'écrit La Cocarde, qui le présente comme n'engageant à rien, les compagnons ont en réalité une série de devoirs à l'égard des autres : tout d'abord, être un compagnon signifie qu'on est sociabilisé parmi les anarchistes. Cette sociabilisation s'effectue principalement au travers de repas et de dîners organisés par certains groupes. Ces événements permettent aux anarchistes de se rencontrer, s'introduire les uns aux autres, se coordonner, s'assurer de la fiabilité de telle ou telle personne - bref, donner une unité au mouvement.

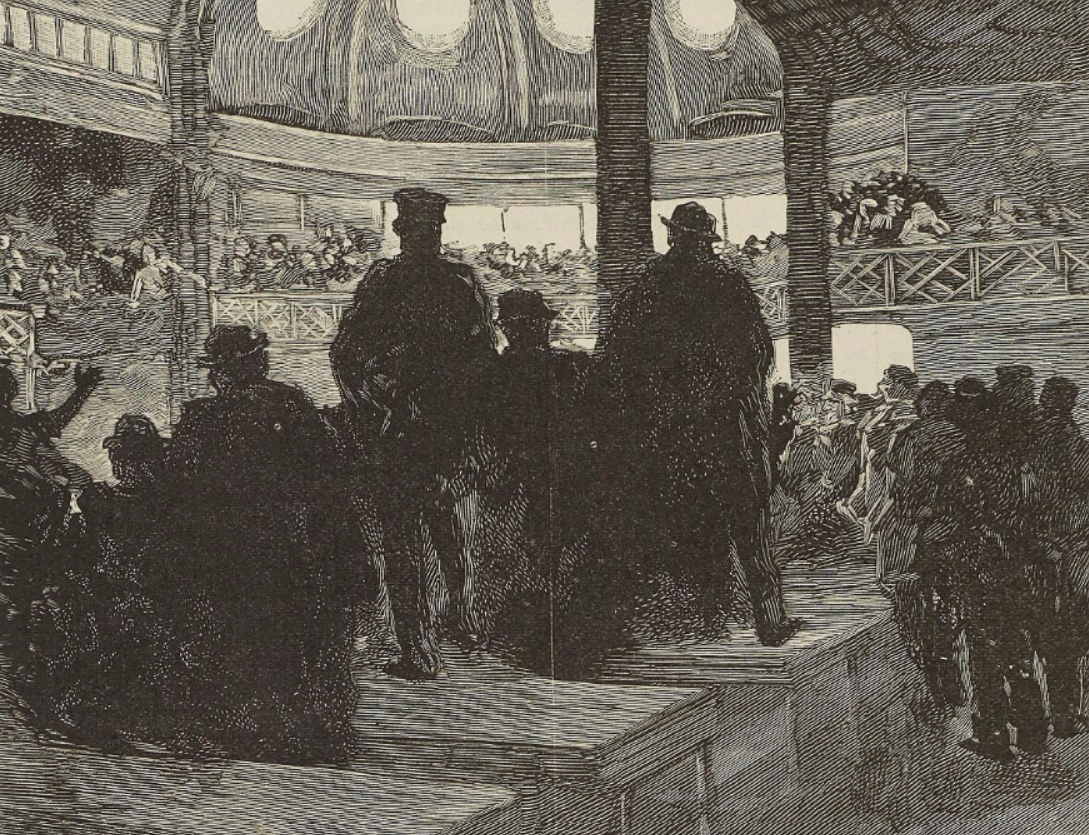
Soupes-conférences, peu avant Noël 1892, L'Illustration (24 décembre 1892)

Les devoirs que les compagnons suivent sont assez poussés : tout d'abord, ils font preuve d'hospitalité totale envers les autres compagnons - voire envers les personnes dans le besoin. Cette hospitalité ne réside pas seulement dans le fait d'offrir le gîte et le couvert à des anarchistes de passage mais aussi envers les personnes recherchées par les autorités, qui sont cachées et aidées dans leur fuite. Dans certains cas, l'hospitalité va jusqu'au point de chercher à trouver un emploi pour le compagnon accueilli.

De plus, les compagnons s'entraident financièrement. Ils établissent des collectes de fonds pour aider d'autres compagnons emprisonnés ou nécessitant de soutien financier. Lors de ces collectes de fond, comme celui de la compagnonne Faure et ses enfants, qui reçoit du soutien financier de la part du mouvement anarchiste quand son époux est incarcéré, les distances n'importent guère. Des compagnons parisiens peuvent très bien lancer des collectes pour des compagnons situés à l'autre bout de la France voire d'autres pays.

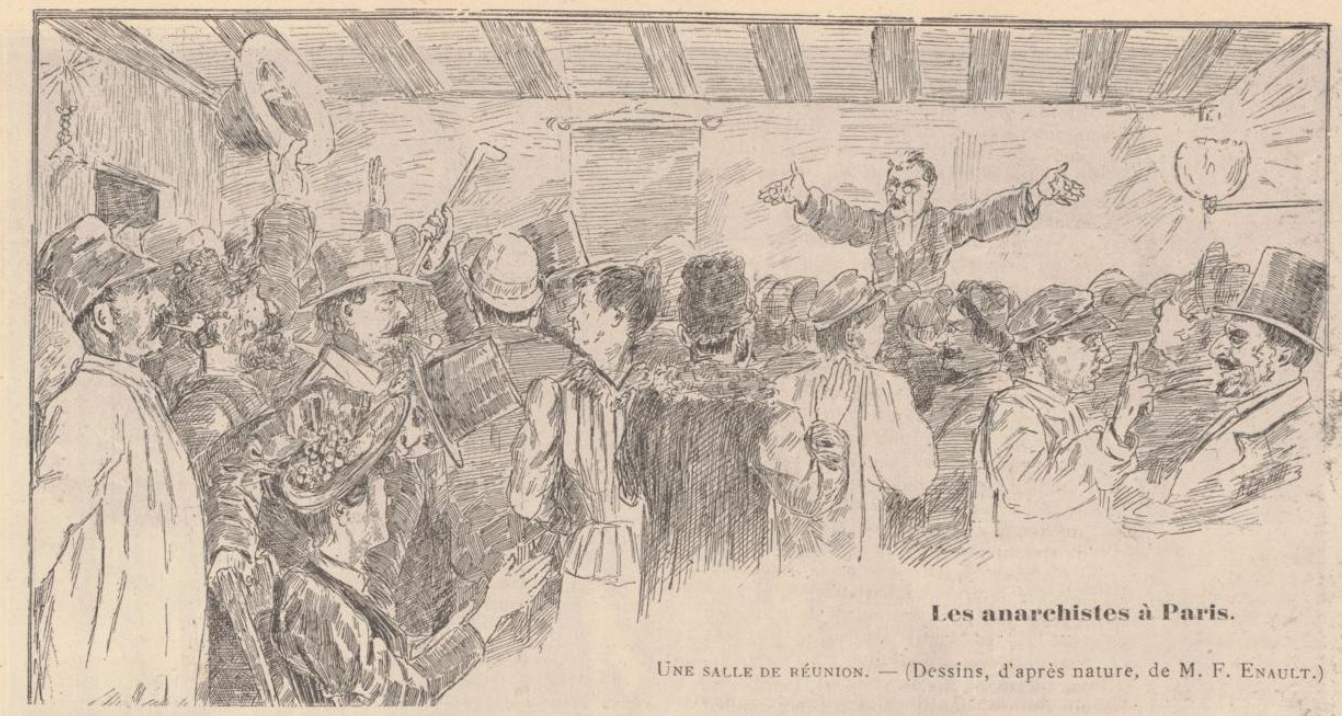
'Réunion anarchiste à Paris' dans Le Monde illustré (9 avril 1892)

Au fur et à mesure que la répression étatique s'accentue, les groupes de compagnons se ferment de plus en plus - pour éviter les indicateurs de la police, tout nouveau venu au sein d'un groupe est surveillé un certain temps par les compagnons, par exemple en effectuant des filatures ou en comparant les ressources financières avouées et réelles de telle ou telle personne. Si les informations qui sont mises au jour font peser la suspicion sur tel ou tel individu, il peut être accusé publiquement lors d'une réunion et être pris à partie par les autres, pouvant mener à son exclusion du mouvement. Une telle utilisation du renseignement est remarquée par les services de renseignement étatiques, qui écrivent, en France par exemple : 

« Les groupes anarchistes sont en apparence ouverts à tous, mais chaque membre, une fois qu'il est admis, est soigneusement épluché. On le tient  en suspicion jusqu'à ce que l'on connaisse sa position exacte, la maison où il travaille, ses ressources et ses dépenses. Si sa vie est régulière, très bien. S'il dépense beaucoup, on l'observe pour savoir si ses dépenses ne dépassent pas ses gains. Dans ce cas il faut qu'il justifie de ses ressources. S'il ne peut pas, il est expulsé sans bruit. Plusieurs membres ont déjà été expulsés de cette façon. »

Les compagnons s'aident aussi pour mener des actions - ainsi, Sante Geronimo Caserio qui est un compagnon italien ne parlant pas un mot de français, arrive à Lyon avec le projet d'assassiner Sadi Carnot, responsable d'importantes répressions à l'égard du mouvement anarchiste. Alors qu'il ne connaît pas la ville, il rencontre quelques compagnons et se trouve placé, sur le trajet de Carnot, à l'endroit précis où il serait possible de l'assassiner. Bouhey considère qu'il s'agit d'un exemple d'entraide très probable entre les compagnons, même entre des militants provenant de différents pays et ne parlant pas la même langue.

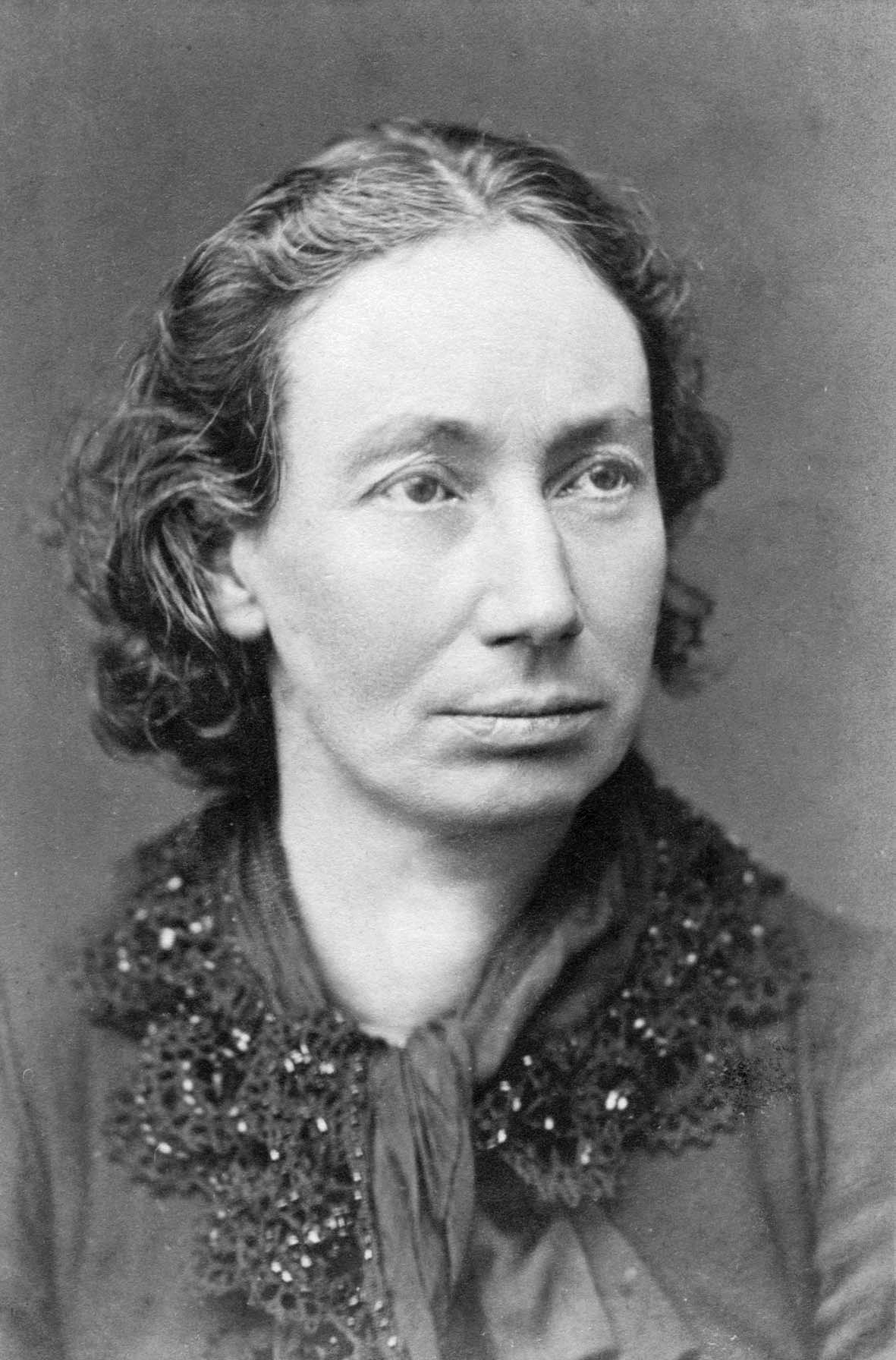
Louise Michel, 1880.

Le système du compagnonnage peut servir au terrorisme comme dans cet exemple mais les actions entreprises par les compagnons sont de nature très diverses et concernent des actions de propagande politique, l'organisation de lectures publiques pour les militants analphabètes ou qui souhaitent s'éduquer, des réunions publiques pour militer ensemble. Les compagnons peuvent aussi se coordonner pour faire des troubles à l'ordre public ou des actions de reprise individuelle, c'est-à-dire le vol de biens appartenant à une cible bourgeoise pour les redistribuer. Ainsi, Louise Michel est accusée d'avoir organisé avec ses compagnons le pillage des boulangeries parisiennes en 1883. Elle se serait servie de ces réseaux pour rencontrer et inciter d'autres anarchistes à l'aider pour lancer un soulèvement populaire cherchant à piller les boulangeries parisiennes en protestation contre le prix du pain.
Enfin, les compagnons sont généralement très intégrés aux luttes sociales de leur époque, auxquelles ils accordent beaucoup d'importance. Malgré cela, ils adoptent vis-à-vis du mouvement ouvrier une attitude ambiguë, étant donné que la grève, l'organisation en partis voire en syndicats leur semblent être au mieux inutiles. Pourtant, ils considèrent devoir être partie prenante de ces combats malgré cela ; et les compagnons soutiennent des luttes plus larges non-anarchistes dans certains cas.
Malgré ces devoirs, les compagnons peuvent être tolérants les uns envers les autres et leurs obligations pratiques à l'égard du capitalisme. Ainsi, Faure écrit :

« Bien entendu, ces concessions qu’ils font au milieu bourgeois, à la société capitaliste, à la légalité trop souvent, les anarchistes ne les présentent pas comme des actes de « réalisation anarchiste » ; ils les donnent pour ce qu’ils sont : des expédients individuels, des pis-aller. Ils ne les prennent pas au sérieux. Peu importe que le compagnon anarchiste ait consenti à travailler pour un patron, à contracter un mariage légal, à écrire dans un journal qui effectue un dépôt légal, l’essentiel est qu’il lutte sans trêve contre le régime capitaliste, pratique ostensiblement l’amour libre, écrive tout ce qu’il pense. »

#### Répression et complot terroriste anarchiste?
Le système du compagnonnage, qui par nature est relativement clandestin et en dehors du contrôle étatique, est ciblé par les autorités occidentales, qui cherchent à le détruire. Pour ce faire, les autorités politiques présentent les anarchistes comme unis par un vaste complot transnational. La police et la presse françaises considèrent ainsi que les anarchistes seraient en train de préparer un complot généralisé d'attentats depuis Londres, ce qui n'est pas vrai,. Londres sert bien de base arrière pour certains anarchistes qui peuvent s'y réfugier et y trouver du soutien, mais aucune coordination terroriste générale n'existe. De plus, la police française est très alarmée et entre dans une situation de paranoïa collective visant les anarchistes londoniens, dont tous sont loin de soutenir l'usage du terrorisme ou de la propagande par le fait.
Les autorités sont prises de court par l'existence d'ententes politiques et morales unissant des compagnons anarchistes, qu'ils veulent attribuer à l'influence de propagandistes et tentent de s'y opposer en les criminalisant. Ainsi, en France, la première loi scélérate du 18 décembre 1893, qui transforme le concept d'associations de malfaiteurs dans le droit français en prétendant lutter, à titre préventif, contre ces ententes, vise ce système, mais ne parvient pas à entraver le compagnonnage car elle se fonde sur une pensée juridique inadaptée à cette nouvelle réalité, et ne définit pas assez les différents caractères du compagnonnage anarchique, selon un juriste de l'époque à propos de l'échec pour le gouvernement du procès des Trente. Les jurés refusent de croire à des associations entre des gens qui ne se sont jamais vus, et de condamner l'essentiel des accusés ; « le compagnonnage anarchiste n’étant ni une association ni un complot, le législateur n’aurait pas dû lui appliquer les vieilles formes de la conspiration ».

### Éléments structurants

#### Symboles et références communs
Bien qu'il s'agisse d'un réseau lâche et sans centre ou autorité principale, les compagnons partagent généralement une même vision du monde ; en premier lieu, ils possèdent les mêmes symboles et références entre eux. Ainsi, l'histoire ouvrière et la répression visant le mouvement ouvrier sont des éléments structurants pour les anarchistes, qui intègrent et reprennent cette histoire et mémoire. Le souvenir de la Semaine sanglante ou du massacre de Haymarket Square sont particulièrement cruciaux comme références historiques communes. De plus, certains symboles commencent à être partagés par tous les compagnons, comme le drapeau noir.

#### Imaginaire et vision du monde communs

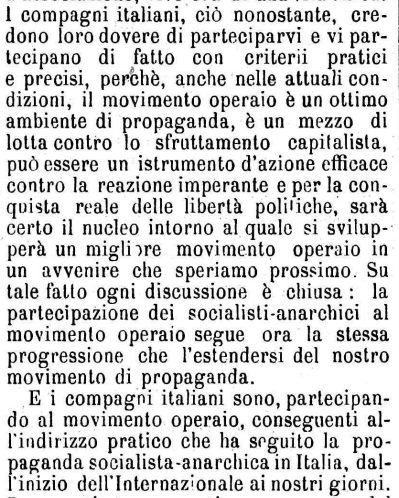
Article dans Il Risveglio socialista-anarchico mettant en exergue l'intégration croissante des compagnons anarchistes au sein du mouvement ouvrier et syndical (21 juin 1900)

En reprenant ces symboles issus du monde ouvrier, les anarchistes les retravaillent et leur donnent une nouvelle portée dans une perspective de distinction envers les socialistes. De plus, la constitution d'un art anarchiste spécifique à cette période, la chanson anarchiste, permet de véhiculer les idéaux anarchistes et impacte le mouvement de manière importante. La presse anarchiste est aussi un élément de rassemblement, où les compagnons trouvent des visions du monde similaires. En particulier, il s'agit de visions où la société de leur époque est vue comme profondément violente et inégale, opposant systématiquement les dominants aux dominés dans des luttes à mort.

#### Théories diverses mais unifiées et fin
Au niveau théorique, les compagnons suivent plusieurs perspectives différentes, ce qui provoque d'importants débats au sein du compagnonnage au sujet de ces questions. Cependant, malgré les distinctions et les différentes perspectives théoriques, les compagnons se considèrent, surtout dans les années 1880, comme les membres du même ensemble. La diversité des opinions n'impacte pas réellement l'unité du compagnonnage dans un premier temps, jusqu'à la moitié des années 1890, où l'Ère des attentats et la distinction de plus en plus marquée entre anarchistes individualistes et anarcho-communistes provoquent des ruptures au sein du compagnonnage et mènent à d'autres formes d'organisation pour les anarchistes, comme dans l'anarcho-syndicalisme.

## Postérité
Si le compagnonnage prend fin pour laisser place à d'autres structures, le terme de compagnon est toujours utilisé par certains anarchistes pour se désigner, préférant ce terme à celui de camarade qui est marqué par le communisme.

## Critiques et nuances historiographiques
Le compagnonnage anarchiste en France est surtout étudié par Vivien Bouhey, dans son Les Anarchistes contre la République, où il met à la fois en exergue ces réseaux et relève de nombreux points intéressants mais tend à surtout utiliser des sources policières, qui sont donc peu objectives. Il a tendance à présenter le compagnonnage comme une « organisation » bien constituée, en suivant par là-même, au moins dans une certaine mesure, le récit policier erroné de l'époque sur le compagnonnage. Simon Luck, spécialisé en sociologie des organisations politiques, critique ces perspectives et préfère plutôt l'idée de « « coordination », de réseaux de solidarité et d’entraide, plutôt que d’« organisation » ».